# Speyeria
Speyeria (лат.) — род (по другой классификации — подрод рода Argynnis) дневных бабочек из семейства Нимфалиды (Nymphalidae), распространённый на территории Северной Америки.

## Описание
Бабочки средних и относительно крупных размеров. Передние крылья со слегка вогнутым или ровным внешним краем, край задних крыльев волнистый. У многих видов нижняя сторона, как правило, с перламутровыми пятнами, полями или перевязями. Голова с голыми глазами (без волосков), губные щупики покрыты волосками. Усики с головчатой булавой. Центральные ячейки передних и задних крыльев замкнуты. На передних крыльях жилки R1, R2 не ветвятся и берут начало от центральной ячейки. Жилки R3, R4, R5 имеют общий ствол, который также начинается от центральной ячейки На нижней стороне крыльев на заднем крыле между краевым и постдискальным рядами перламутровых пятен ряд тёмных точек отсутствует. Сверху краевой ряд пятен в виде соединенных лунок. В гениталиях самца ункус широкий, без зубцов, только с мелкими шипиками, верхний отросток вальв в виде ноги.

## Виды
В состав рода входят:
- Speyeria adiaste (Edwards, 1864)
- Speyeria alexandra (Ménétriés, 1832)
- Speyeria aphrodite (Fabricius, 1787)
- Speyeria atlantis (Edwards, 1862)
- Speyeria callippe (Boisduval, 1852)
- Speyeria carolae (dos Passos & Grey, 1942)
- Speyeria clara (Blanchard, 1844)
- Speyeria coronis (Behr, 1864)
- Speyeria cybele (Fabricius, 1775)
- Speyeria diana (Cramer, 1777)
- Speyeria edwardsii (Reakirt, 1866)
- Speyeria egleis (Behr, 1863)
- Speyeria hesperis (Edwards, 1864)
- Speyeria hydaspe (Boisduval, 1869)
- Speyeria idalia (Drury, 1773)
- Speyeria mormonia (Boisduval, 1869)
- Speyeria nokomis (Edwards, 1862)
- Speyeria zerene (Boisduval, 1852)